# 11963 Ignace
11963 Ignace este un asteroid din centura principală de asteroizi.

## Descriere
11963 Ignace este un asteroid din centura principală de asteroizi. A fost descoperit pe 10 august 1994 la Observatorul La Silla de Eric Walter Elst. El prezintă o orbită caracterizată de o semiaxă mare de 2,77 ua, o excentricitate de 0,06 și o înclinație de 6,1° în raport cu ecliptica.